# Ненад Игњатовић
Ненад Л. Игњатовић (Смедеревска Паланка, 12. октобар 1967) српски је научни саветник и универзитетски професор. Редовни је члан (Академик) АИНС од 2022. године.

## Биографија
Рођен је 1967. године у Смедеревској Паланци, Србија од оца Лазара (Ивана) и мајке Вјере (Бранка). 
Његов деда Иван Игњатовић је 25. маја 1925. године у Београду као писар Краљевске Гарде одликован од стране Краља Александра I Карађорђевића сребрном медаљом Свога дома са круном а на предлог Маршала Двора (деловодни број 8331).
Основну (1982. год.) и средњу школу (1986. год.) завршио је у Великој Плани. Дипломирао је Биохемијско инжењерство на Технолошко-металуршком факултету У Београду 1994. године. Магистрирао је 1996. године и докторирао 2001. на истом. Звање научни сарадник стекао је 2002, виши научни сарадник 2005. и научни саветник 2010. године у Институту за нуклеарне науке Винча. За звање професора по позиву изабран је 2007. године на Медицинском факултету у Нишу. У периоду од 2013. до 2020. године предаво је на докторским студијама на Електротехничком факултету у Београду .
Током рада на шумарском факултету 1995/96. године своја истраживања усмерава у правцу добијања лепкова за дрво из биообновљивих извора за која 1997. године добија златну медаљу Савеза проналазача. Од марта 1997. године до сада, запослен је у Институту техничких наука Српске академије наука и уметности као истраживач у области науке о материјалима. Своје истраживачке активности усмерава у правцу развоја тада нове научне дисциплине, биоматеријала, а у оквиру науке о материјалима.
Од 2001. до 2009. године је био гостујући предавач у Истраживачкој станици Петница на програмима иновације знања у области биоматерија, коју је 2001. године увео као нову истраживачку дисциплину. Током 2005. године боравио је на Оксфорд Универзитету на Одељењу за материјале у групи за полимере и биоматеријале. Током фебруара-марта 2007. године био је члан ACS Adriatic Delegation у САД.
Професор је на докторским студијама из области биомедицинског инжењерства на Београдском Универзитету (Мултидисциплинарне студије) од 2010. године. На Медицинском факултету у Нишу предмет ткивно инжењерство на докторским студијама предавао је 2012/13. године. Од 2012.-2014. године био је национални експерт из области нанобио наука у истраживачком центру Европске комисије у Испри (Италија).

## Публикације
Аутор је или коаутор 3 патента а у периоду од 1999. до 2004. године био је творац 2 нове технологије и 2 нова производа, уведених у праксу и комерцијалну производњу.
До сада је био уредник 11 зборника радова домаћих и међународних конференција и коуредник 1 међународне монографије.
Као аутор или коаутор објавио је до сада преко 350 библиографских јединица различитих категорија од којих се у бази SCOPUS налази више од 120 научних радова (највише категорије), који су цитирани преко 3100 пута (у бази гугла преко 4400 пута).

## Област рада
Креативна и фундаментална наука о био-нано композитним материјалима за примену у превентивној и регенеративној медицини.

## Чланство
Дописни члан Академије инжењерских наука Србије од 2012. године а редовни од 2022., члан председништва (2008.- 2025.) Друштва за истраживање материјала Србије, члан Друштва физико-хемичара Србије а у периоду 2002—2012. година председник научног и организационог одбора Конференција младих истраживача „Наука и инжењерство нових материјала“. Био је члан научних и организационих одбора више међународних конференција ( итд.).
Уредник је часописа Journal of Chemistry: Materials Chemistry (Academic Editor) и Advanced Journal of Chemistry-Section A (Senior Editor). 
Члан је уређивачких одбора часописа  Техника – Нови материјали, Oriental Journal of Chemistry, Journal of Medicinal and Chemical Sciences, Nanoscience and Nanometrology.

## Награде
- 1986. златна плакета за остварене резултате на савезним такмичењима Југославије, Науку младима.
- 1997. златна медаља од стране проналазача и иноватора Југославије.
- 2001. најбоља докторска дисертација, Привредна комора града Београда.
- 2008. Награда града Београда за природне и техничке науке.